# Jack Butler (fútbol americano)
John Bradshaw Butler (Pittsburgh, Pensilvania, 12 de noviembre de 1927-Pittsburgh, Pensilvania, 11 de mayo de 2013), más conocido como Jack Butler, fue un jugador profesional estadounidense de fútbol americano que se desempeñó en la posición de cornerback en la National Football League (NFL). Es miembro del Salón de la Fama del Fútbol Americano Profesional.

## Carrera
Butler jugó como profesional nueve temporadas en Pittsburgh Steelers (1951-1959), equipo en el que se retiró.

## Reconocimiento
El 4 de agosto de 2012, ingresó como miembro al Salón de la Fama del Fútbol Americano Profesional.